# Ева Репкова
Ева Репкова (словац. Eva Repková; нар. 16 січня 1975, Стара Любовня) — словацька шахістка, гросмейстер серед жінок від 1995, володарка чоловічого звання міжнародного майстра від 2007 року. У 1997—2001 роках представляла Ліван, виступаючи тоді під ім'ям Ева Репкова-Ейд, а потім Ева Ейд.

## Шахова кар'єра
Неодноразово представляла Чехословаччину і Словаччину на чемпіонатах світу і Європи серед дівчат у різних вікових категоріях, здобувши чотири срібні медалі чемпіонату світу, в роках 1988 (Тімішоара, до 14 років), 1991 (Гуарапуава, до 18 років), 1993 (Братислава, до 18 років) та 1995 (Галле, до 20 років).
На перетині 1980-1990-х років належала до когорти провідних чехословацьких, а в наступні роки — словацьких шахісток. 1991 року в Пардубице стала чемпіонкою Чехословаччини, а 1992 року в складі збірної цієї країни взяла участь у шаховій олімпіаді і командному чемпіонаті Європи. Як представниця Словаччини брала участь в олімпіадах ще п'ять разів (у 1994—2008 роках, кожного разу на 1-й шахівниці), а 2001 року на командному чемпіонаті Європи в Леоні здобула срібну медаль в особистому заліку на 3-й шахівниці.
У період гри за Ліван перемогла в чемпіонаті арабських країн (Марокко 1998) та посіла 2-ге місце (позаду Сюй Юйхуа) на чемпіонаті Азії серед жінок (Куала-Лумпур 1998). 1999 року посіла 2-ге місце на турнірі за швейцарською системою в Бейруті, а у 2000 році в Бейруті вдруге стала чемпіонкою арабських країн.
У наступних роках досягнула успіхів у таких містах, як:
- Рексем (2002, поділила 4-те місце позаду Кіта Аркелла, Гленна Фліра і Даніела Гормаллі, разом з Браяном Келлі, попереду, зокрема, Крістіана Бауера; на тому турнірі виконала першу норму на звання міжнародного майстра, інші дві 2007 року під час командного чемпіонату Словаччини, а також на турнірі Каппель-ла-Гранд),
- Рієка (2003, посіла 1-ше місце),
- Крк (2003, поділила 1-ше місце разом з Ніколеттою Лакош),
- Малинще (2005, посіла 1-ше місце),
- Брно (2008, посіла 2-ге місце позаду Олексія Кіреєва),
- Орхус (2009, посіла 1-ше місце),
- Банська Штявниця (2010, відкритий чемпіонат Словаччини, поділила 1-місце разом з Аркадіушем Леняртом, Мар'яном Юрчиком і Робертом Цвеком).

Найвищий рейтинг Ело в кар'єрі мала станом на 1 вересня 2010 року, досягнувши 2447 очок займала тоді 45-те місце в світовому рейтинг-листі ФІДЕ (і перше серед словацьких шахісток).

## Зміни рейтингу
| На цьому місці має відображатися графік чи діаграма, однак з технічних причин його відображення наразі вимкнено. Будь ласка, не видаляйте код, який викликає це повідомлення. Розробники вже працюють для того, щоби відновити штатне функціонування цього графіка або діаграми. | |
| | На цьому місці має відображатися графік чи діаграма, однак з технічних причин його відображення наразі вимкнено. Будь ласка, не видаляйте код, який викликає це повідомлення. Розробники вже працюють для того, щоби відновити штатне функціонування цього графіка або діаграми. |